# Вишнёвое (Любашёвский район)
Вишнёвое (укр. Вишневе; до 2016 г. Жовтне́вое) — село в Любашёвском районе Одесской области Украины.
Население по переписи 2001 года составляло 297 человек. Почтовый индекс — 66503. Телефонный код — 4864. Занимает площадь 0,551 км². Код КОАТУУ — 5123355101.

## Местный совет
66502, Одесская обл., Любашёвский р-н, пгт Любашёвка, ул. Князя Владимира, 84